# تپه حسام‌آباد
تپه حسام آباد مربوط به نیمه اول هزاره سوم است و در شهرستان اسدآباد، روستای حسام آباد واقع شده و این اثر در تاریخ ۲۴ اسفند ۱۳۵۳ با شمارهٔ ثبت ۱۰۳۴ به‌عنوان یکی از آثار ملی ایران به ثبت رسیده است.